# Jacob Blake
Jacob Blake (* 30. April 1991) ist ein Afroamerikaner, der bei einem Polizeieinsatz am 23. August 2020 in Kenosha im US-Bundesstaat Wisconsin von einem Polizeibeamten durch mehrere Schüsse in den Rücken schwer verletzt wurde und seither gelähmt ist.
Im Zuge anhaltender Proteste gegen Polizeigewalt gegenüber Afroamerikanern, insbesondere durch den Todesfall von George Floyd, erregte der Vorfall in den USA mediale Aufmerksamkeit. Es kam landesweit zu Protesten in vielen Städten, unter anderem in Los Angeles, New York City, Minneapolis und Seattle. Bei den mehrtägigen Protesten in Kenosha gegen Rassismus und Polizeigewalt wurden am 26. August zwei Demonstranten von einem 17 Jahre alten Teenager erschossen und eine weitere Person angeschossen.
Am 26. August gab US-Präsident Donald Trump bekannt, in Absprache mit Tony Evers, dem Gouverneur von Wisconsin, die Nationalgarde von Wisconsin zu aktivieren. Evers, der damit auch den Notstand ausrief, erklärte, er habe der Entsendung von 500 Nationalgardisten nach Kenosha zugestimmt.
Am 5. Januar 2021 erklärte der zuständige Staatsanwalt, er werde keine Anklage gegen den Polizisten erheben. Er sagte, nach geltender Rechtslage (insbesondere dem Recht des Polizisten auf Selbstverteidigung) wäre eine Verurteilung vor einem Gericht sehr unwahrscheinlich gewesen.

## Tathergang
Am 23. August reagierte die Polizei in Kenosha gegen 17:11 Uhr auf einen Notruf wegen eines „häuslichen Zwischenfalls“. Verschiedenen offiziellen Quellen zufolge bezeichnete eine Anruferin Blake als ihren Freund und sagte, er dürfe sich nicht auf dem Gelände aufhalten, habe ihr die Autoschlüssel abgenommen und weigere sich, zu gehen. Die Beamten wurden von der Leitstelle auch darüber informiert, dass Blake als die Person, die sich unerlaubt an der Adresse aufhält, polizeilich gesucht wird. Gegen Blake bestand seit Juli 2020 ein Haftbefehl, der auf Anklagen wegen sexueller Nötigung dritten (geringeren) Grades, Hausfriedensbruch und ungebührlichem Verhalten im Zusammenhang mit häuslichem Missbrauch beruhte. Die Frau, die am 23. August den Notruf anrief, war dieselbe Frau, die zuvor die Strafanzeige eingereicht hatte, in der behauptet wurde, Blake habe sie sexuell missbraucht. Laut Aussage der Polizeibehörde verfügten die am Ort des Geschehens eintreffenden Polizeibeamten über diese Informationen.
Als Blake im Schritttempo zurück zu seinem Wagen ging, die Fahrzeugtür öffnete und auf die Aufforderungen der vier Polizisten nicht reagierte, schoss ein Polizist siebenmal von hinten auf ihn. Drei von Blakes Söhnen im Alter von 3, 5 und 8 Jahren saßen während der Tat auf der Rückbank des Wagens. Mehrere Zeugen filmten das Geschehen.
Die vier von sieben Kugeln aus der Waffe eines Polizisten, die Blake trafen, durchschlugen Wirbelsäule, Magen, Leber und einen Arm, er ist seitdem von der Hüfte abwärts gelähmt. Blake wurde im Krankenhaus, trotz seiner schweren Verletzungen, zunächst mit Handschellen an ein Bett gefesselt.
Am 27. August gab der Generalstaatsanwalt des Bundesstaates Wisconsin, Joshua Kaul, bekannt, dass auf dem Boden des Innenraums auf der Fahrerseite ein Messer gefunden worden sei. Laut Kaul habe Blake die Polizisten jedoch selbst darauf hingewiesen. Weitere Waffen wurden nicht gefunden.
Die bei der Festnahme beteiligten Beamten wurden suspendiert und in bezahlten Urlaub geschickt, die Kriminalpolizei begann mit Ermittlungen im Fall. Im Januar 2021 teilte die zuständige Staatsanwaltschaft mit, dass keine Anklage gegen die beteiligten Polizeibeamte erhoben werde und wies auf das Recht der Beamten auf Selbstverteidigung hin.

## Demonstrationen gegen Polizeigewalt

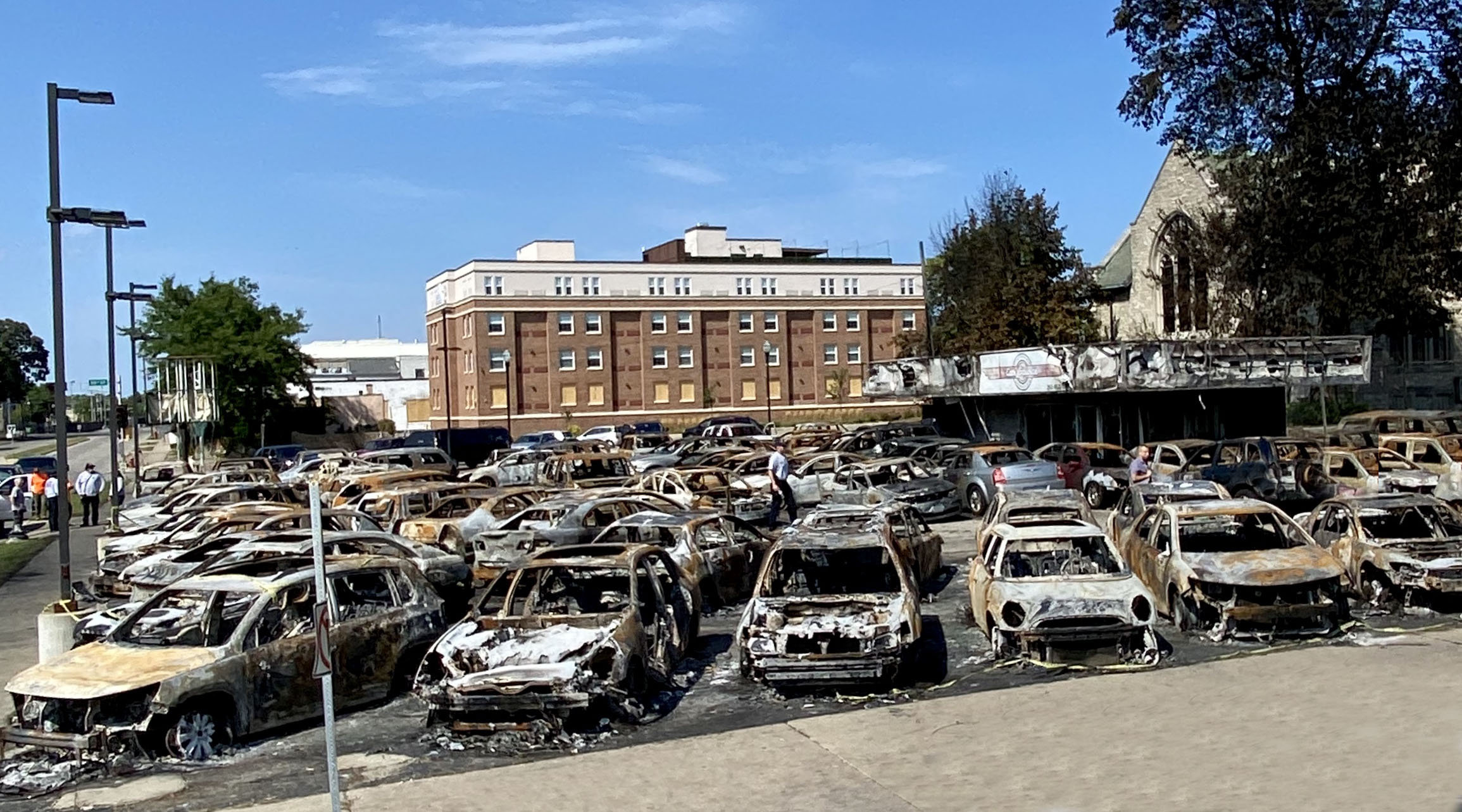
Dieses Autohaus in Kenosha wurde bei den Protesten am 24. August 2020 in Brand gesteckt.

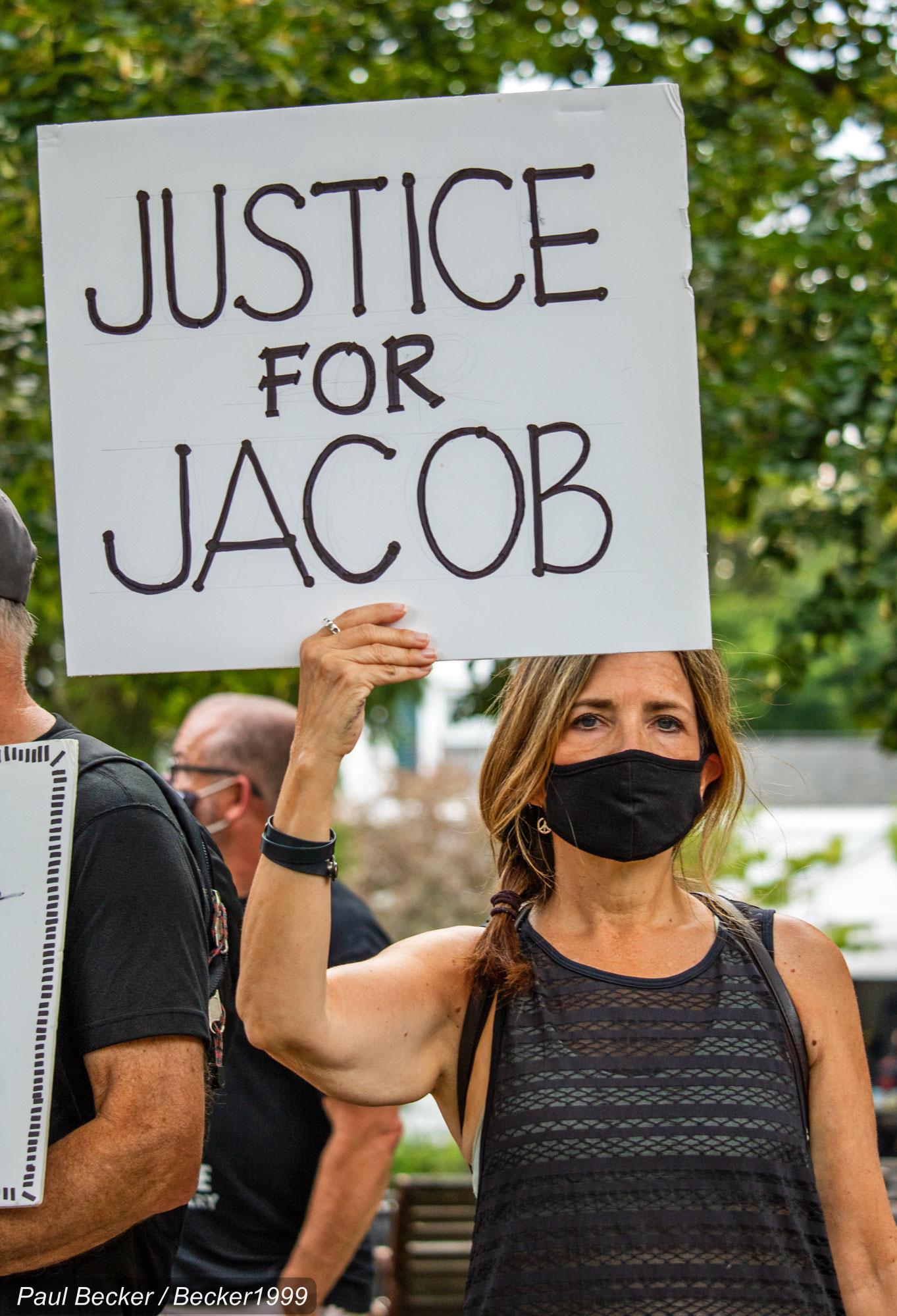
Demonstrantin in Columbus

Nach den Schüssen auf Blake folgten Proteste gegen Rassismus und Polizeigewalt in Kenosha. Friedliche Proteste wichen in den Abendstunden den Aggressionen einzelner Demonstranten.
Nachdem bei Ausschreitungen Brände gelegt und Läden geplündert worden waren, wurden Nationalgarde und Bundespolizei nach Kenosha entsendet, um die Ordnung nach zwei Nächten wiederherzustellen. Demonstranten warfen Wasserflaschen und schossen Feuerwerkskörper auf die Polizei. Im Ort wurde eine nächtliche Ausgangssperre verhängt.
Nach einer Black-Lives-Matter-Demonstration kam zur Anklage gegen den 17-jährigen weißen Todesschützen Kyle Rittenhouse wegen zweifachen Mordes, Mordversuchs und unerlaubten Waffenbesitzes. Rittenhouse war Anhänger von Blue Lives Matter und galt in der Schule als Fan von Donald Trump und der Polizei. Am Ende des Prozesses wurde er mit der Begründung, aus Notwehr gehandelt zu haben, freigesprochen.

## Sportstreik-Welle
Am 26. August protestierten US-amerikanische Sportler erneut gegen Rassismus und Polizeigewalt. Ausgelöst von einem Playoff-Boykott des Basketball-Teams Milwaukee Bucks verzichteten Teams in mehreren Ligen auf ihre Wettkämpfe. Die Women’s National Basketball Association (WNBA) verzichtete wie die National Basketball Association auf alle geplanten Partien für den Tag. In der Major League Soccer fanden fünf der sechs geplanten Spiele des Tages nicht statt. Auch in der Major League Baseball wurden Begegnungen abgesagt. Tennisspielerin Naomi Ōsaka schloss sich vorübergehend dem Streik an.